# 舒克 (密蘇里州)
舒克（英語：Shook）是位於美國密蘇里州韋恩縣的非建制地區。

## 歷史
舒克的郵局於1904年設立，1923年關閉後又於1930年重啟，最終於1999年停運。

## 地理
舒克所處的海拔為高於海平面122米（即400英呎），而該地所採用的時區為UTC-6，即北美中部時區（CST）。同時該地設有夏令時間，為UTC-6調快一小時，即UTC-5（CDT）。